# Mitsuru Komaeda
Mitsuru Komaeda (jap. 古前田 充 Komaeda Mitsuru; ur. 14 kwietnia 1950) – były japoński piłkarz, reprezentant kraju.

## Kariera klubowa
Od 1973 do 1982 roku występował w klubie Fujita Industries.

## Kariera reprezentacyjna
W reprezentacji Japonii zadebiutował w 1976. W reprezentacji Japonii występował w latach 1976–1977. W sumie w reprezentacji wystąpił w 2 spotkaniach.

## Statystyki
| Reprezentacja Japonii | Reprezentacja Japonii | Reprezentacja Japonii |
| Rok                   | Mecze                 | Gole                  |
| --------------------- | --------------------- | --------------------- |
| 1976                  | 1                     | 2                     |
| 1977                  | 1                     | 0                     |
| Razem                 | 2                     | 2                     |